# Hoplosternum magdalenae
Hoplosternum magdalenae är en fiskart som beskrevs av Eigenmann, 1913. Hoplosternum magdalenae ingår i släktet Hoplosternum och familjen Callichthyidae. Inga underarter finns listade i Catalogue of Life.